# 木曽川扶桑緑地公園
木曽川扶桑緑地公園（きそがわふそうりょくちこうえん）とは、愛知県丹羽郡扶桑町にある公園である。公園分類は都市公園。扶桑町が管理する。広さは約10.0ha。

## 概要
木曽川の河川敷に広がる公園。約10haの広大なアメニティスペースを有し、連日多くの子ども連れの家族でにぎわう。野球やサッカーなどが楽しめるグラウンド、芝生広場、コンビネーション遊具、全長約2.5キロメートルのサイクリングロード、ジョギングコース、キャンプ場などがあるほか、吉田茂元首相揮毫の御囲堤の碑や、小淵の渡し跡など、付近を流れる木曽川に関する史跡が多くある。

## 沿革
- 2018年（平成30年） - 扶桑町公園施設長寿命化対策事業により老朽化した遊具を更新[4]。防球ネット設置[5]。
- 2019年（平成31年） - ローラーすべり台など新設[6]。
- 2020年（令和2年） - ロープウェイ遊具新設[7]。バスケットコート移設、擬木フェンス設置、照明灯改修[8]。

## 施設

### 主要施設
- テニスコート
- 冒険広場
- アスレチック広場
- コンビネーション遊具
- キャンプ場
- グラウンド
- 憩いの水辺
- 芝生広場
- バスケットコート

- アスレチック広場
- コンビネーション遊具
- キャンプ場
- バスケットコート
- 御囲堤の碑（揮毫：吉田茂）

### 遊具

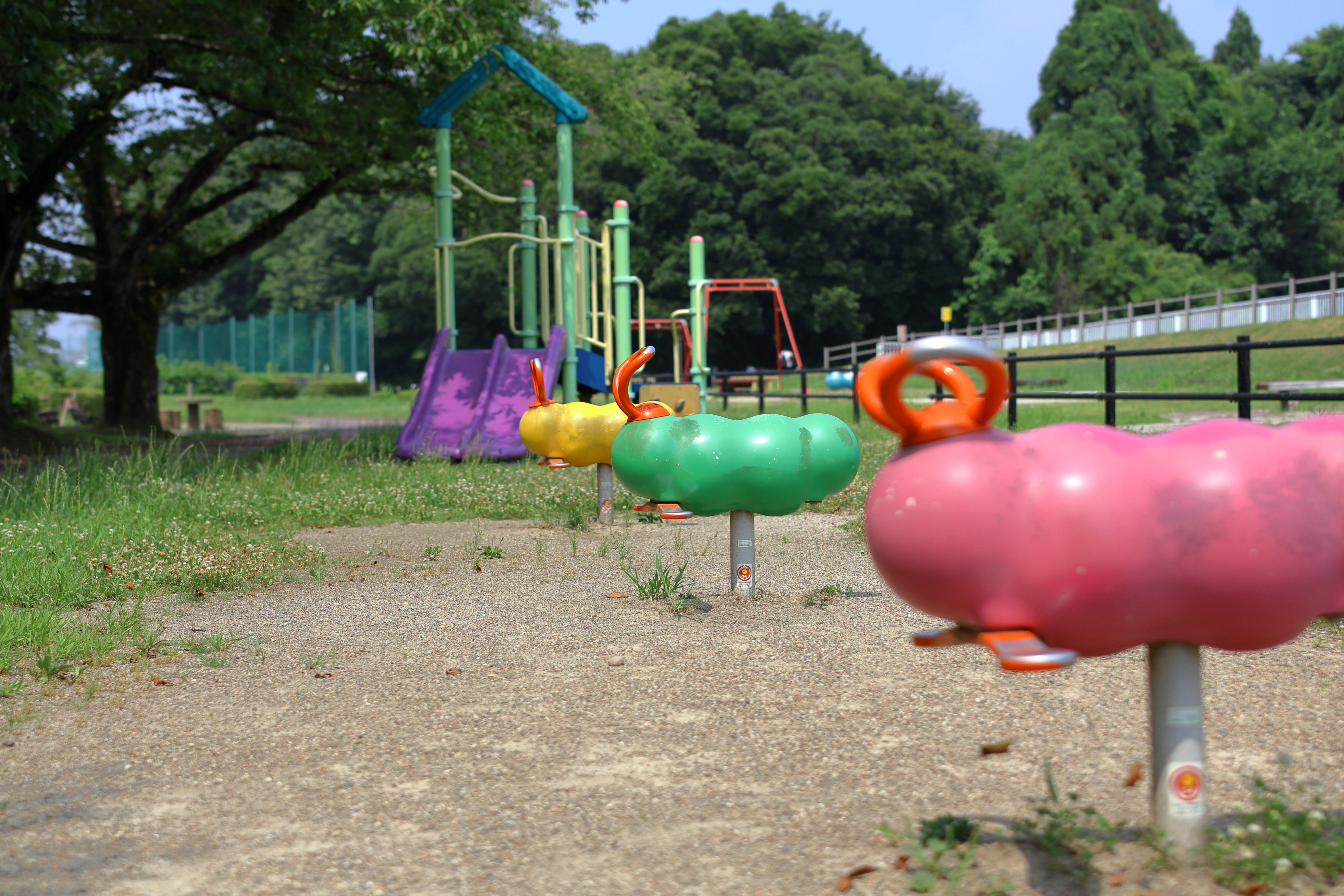
ロッキング遊具

2018年（平成30年）から2020年（令和2年）にかけて、扶桑町公園施設長寿命化対策事業により遊具の大部分が更新された。
- 大型複合遊具 - 2018年（平成30年）3月新設。対象年齢は6 - 12歳。高低差のある大きなチューブスライダーをメインに、様々な遊びや運動機能を取り入れた扶桑町で一番大きい遊具。
- 幼児用複合遊具 - 2018年（平成30年）3月新設。対象年齢は3 - 6歳。3種類のすべり台を備えた幼児用複合遊具。
- ローラーすべり台 - 2019年（平成31年）3月新設[6]。対象年齢は6 - 12歳。強度と回転力の高い、径30㎜の小型ローラーを使用した延長約24.5mのロングローラーすべり台。
- 4連ブランコ - 2019年（平成31年）3月新設[6]。対象年齢は3 - 12歳。児童用2連（座板式）と幼児用2連（バケット式）を合体させたコンビネーションブランコ。
- 2連ブランコ - 2019年（平成31年）3月新設[6]。対象年齢は3 - 12歳。幼児から児童まで使える座板式の2連ブランコ。
- 二方向すべり台 - 2019年（平成31年）3月新設[6]。対象年齢は6 - 12歳。錆びにくいステンレス製のスタンダードな二方向すべり台。
- スプリング遊具 - 2019年（平成31年）3月新設[6]。対象年齢は3 - 12歳。幼児でも安心して遊べる箱形の次世代スプリング遊具。
- 回転ジャングルジム - 2019年（平成31年）3月新設[6]。対象年齢は6 - 12歳。いつの時代も人気の高い回転するジャングルジム。
- 4連シーソー - 2019年（平成31年）3月新設[6]。対象年齢は6 - 12歳。クッションタイヤをシーソー側に設置することで、足の挟み込みを解消した4連シーソー。
- ロッキング遊具 - 2019年（平成31年）3月新設[6]。対象年齢は3 - 6歳。幼児を対象とした、前後にスイングする動物ロッキング遊具（ライオン・パンダ・ゾウ）
- ロープウェイ遊具 - 2020年（令和2年）3月新設[7]。対象年齢は6 - 12歳。ロープにつかまり全長15mを風を切って渡る迫力満点の空中散歩遊具。

### サイクリングロード
全長約2km。平成初頭に完成したという。サイクリングロードに位置付けられるが、歩行者のほうが多い。ウォーキング、サイクリング、ランニングなどを楽しむ人々の姿が見られ、歩く人の数は駅前より多いことから、「扶桑町の銀座」とも呼ばれている。遊歩道は犬山方面へと続いており、北には木曽川が流れ、向こう岸には岐阜の街と山が見える。第5代町長高木正巳が静岡県を訪れた際、浜名湖畔を散策する人の姿を見て着想を得て、県の補助を受け数年かけて造成された。散策の面白みが増すように元収入役の松山敏を中心とした「山那フラワークラブ」が道沿いに数々の花を植え案内看板を設置した。「濃尾平野北端地」「承久の乱合戦の地」のほか、「川の流れのように」の歌詞などが看板として立てられている。
- 河津桜

## 文化財
公園内にかつての岩手村だった場所があり、住民たちの心の依りどころとなった塚や般若用水の元杁跡などが町文化財に指定されている。
- 小淵の渡し跡[11]
- 般若用水元杁跡[12]
- 旧岩手村跡の塚[13]

- 小淵の渡し跡
- 般若用水元杁跡
- 旧岩手村の塚

## 扶桑町緑地公園グラウンド

### 概要
緑地公園の一角に整備されたグラウンドで、野球、ソフトボール（野球1面またはソフト3面）のほかグラウンドゴルフや一般屋外行事にも利用されている。利用する場合には期日の1ヶ月前から扶桑町総合体育館窓口において受付を行う必要がある。

### 利用状況
時間・料金
- 利用時間：午前6時から午後6時
- 利用料金：無料

1993年（平成5年）の状況
以下は1993年（平成5年）度7月～3月の利用状況。4月～6月は芝生養成のため使用せず。
| 使用団体数 | 112    |
| 使用回数   | 227    |
| 使用人数   | 11,044 |

- 出典：扶桑町教育委員会（編）『扶桑町史（下）』扶桑町、1998年、424頁。

## 所在地
- 愛知県丹羽郡扶桑町大字小渕字砂原

## 交通アクセス

### 鉄道
- 名鉄犬山線 扶桑駅より車で約5分。

### デマンド型交通
- チョイソコふそう214番停留所（水防倉庫前）、215番停留所（キャンプ場前）

### 道路
- 愛知県道183号浅井犬山線

## 周辺
- 木曽川
- 扶桑町立山名小学校
- 江南緑地公園
- 犬山緑地公園